# Лахостский, Павел Николаевич
Павел Николаевич Лахостский (1865, Ярославская губерния — 1931, Ленинград) — митрофорный протоиерей Православной российской церкви, редактор ведущих церковных журналов, член Поместного собора Православной российской церкви 1917 года.

## Биография
Родился в семье чиновника.
Окончил Ярославскую духовную семинарию (1886) и Санкт-Петербургскую духовную академию со степенью кандидата богословия (1891).
Надзиратель за учениками в Ростовском духовном училище (1886–1887). Иерей, настоятель храма Живоначальной Троицы при Обществе распространения религиозно-нравственного просвещения в духе Православной церкви, законоучитель в 7-й петербургской гимназии (1891).
Член совета Санкт-Петербургского епархиального попечительства о вспомоществующих учениках духовных семинарий и училищ (1893).
Награждён набедренником (1893) и скуфьей (1894).
Один год служил в петербургском Входоиерусалимском Знаменском храме (1896).
Редактор журналов «Санкт-Петербургский духовный вестник», «Православно-русское слово», «Церковный голос» (1901–1907).
Один из основателей Христианского содружества учащейся молодежи (1903), участник «группы 32 священников», протоиерей (1905).
Издатель трудов святого праведного Иоанна Кронштадтского (1906–1908).
Помощник наблюдателя за преподаванием Закона Божия в учебных заведениях Ведомства учреждений императрицы Марии по Санкт-Петербургской епархии, член Санкт-Петербургского комитета по делам печати (1911).
Законоучитель в женской гимназии принцессы Е. М. Ольденбургской (1913).
Награждён орденом Святого Владимира 4-й (1913) и 3-й (1915) степени, митрой (1916).
Товарищ председателя издательского совета, председатель исполнительного комитета по организации выборов столичного архиерея, член Союза церковного единения (1917).
Член Поместного собора Православной российской церкви по избранию как клирик от Петроградской епархии, заместитель председателя I и XX, член II, III, VII отделов, Религиозно-просветительного совещания при Соборном совете, Комиссии о гонениях на Православную церковь и Комиссии о мероприятиях к прекращению нестроений в церковной жизни.
В 1917–1918 годах редактор «Всероссийского церковно-общественного вестника» и «Церковных ведомостей», заместитель членов Высшего церковного совета.
В 1918 году был арестован за «контрреволюционную агитацию».
В 1920–1922 годах настоятель храма Илии Пророка села Ильинского «в Поречье» Угличского уезда Ярославской губернии. После возвращения в Петроград боролся с обновленчеством.
Жена — Евдокия Федоровна. Дети — Надежда, Валентина, Александра, Вера.
Похоронен на Никольском кладбище Александро-Невской лавры (13-я дорожка, левая сторона).

## Сочинения
- Письмо к А. Г. Достоевской // НИОР РГБ. Ф. 93. К. 2. Ед. хр. 6.
- Письма к А. Ф. Кони, А. В. Круглову, св. прав. Иоанну Кронштадтскому // РО ИРЛИ. Ф. 134. Оп. 3. Д. 946; Ф. 139. Д. 180; Ф. 2219. Оп. 1. Д. 1, 7в.
- Об оправдании верою (против пашковцев); Невозможность найти удовлетворение для религиозной мысли вне Церкви // Странник. 1893. № 5, 10.
- Св. апостол Павел о своем апостольском достоинстве // Странник. 1894. № 3.
- Памяти преосв. Феофана Затворника; Поучение пред исповедью; Значение проповеди слова Божия в деле устроения нашего спасения // Санкт-Петербургский духовный вестник. 1895. № 3, 11, 17.
- Слово о христианской благотворительности; Слово в день св. архистратига Михаила // Санкт-Петербургский духовный вестник. 1896. № 30, 46.
- Беседа в день Крещения Господня; Слово в неделю 19-ю по Пятидесятнице // Санкт-Петербургский духовный вестник. 1898. № 1, 40.
- Слово в неделю первую великого поста; Слово в неделю третью великого поста // Санкт-Петербургский духовный вестник. 1899. № 9, 26.
- Что требуется от кающегося грешника? СПб., 1899.
- Проповеднический дар Иннокентия, архиепископа Херсонского // Санкт-Петербургский духовный вестник. 1900. № 50.
- По поводу статьи г. Н. Платонова «Закон Божий в школе»; Речь пред панихидою по А. Н. Львове; Главнейший недуг современного образованного общества и меры к его врачеванию по воззрениям почившего еп. Харьковского Амвросия // Санкт-Петербургский духовный вестник. 1901. № 36, 38, 42.
- Православно-народная идея высокоторжественного дня; В каком еще роде можно желать расширения деятельности Общества распространения религиозно-нравственного просвещения // Православно-русское слово. 1902. № 9, 19.
- Недоуменные ответы редакции // Православно-русское слово. 1903. № 1.
- Христианский взгляд на войну // Православно-русское слово. 1904. № 3.
- Основной характер богословских воззрений А. С. Хомякова; Над свежей могилой // Православно-русское слово. 1905. № 5, 11.
- Слово; К. П. Победоносцев (Некролог); Проповеднический дар Иннокентия, архиепископа херсонского // Церковный голос. 1906. № 16; 1907. № 11, 22.
- Прот. Родион Путятин как пастырь и проповедник // Известия по Санкт-Петербургской епархии. 1907. № 22/23.
- Памяти о. Иоанна Кронштадтского // Известия по Санкт-Петербургской епархии. 1909. № 1.
- Личность святителя Димитрия, митрополита Ростовского, по его житию и поучениям // Церковные ведомости. 1909. № 45.
- Молебен перед началом учения // Воскресный благовест. 1910. № 1.
- После двадцатилетней разлуки // Ярославские епархиальные ведомости. 1910. № 31–32.
- Проповедническая хрестоматия. Ч. 1–2. СПб., 1912.
- Невозможность найти удовлетворение религиозной мысли вне Церкви. СПб., 1912.
- Значение церковного пения. СПб., 1912.
- Речь перед панихидой по митрополите Антонии // Церковные ведомости. 1912. № 50.
- Десятилетие «Христианского Содружества молодежи» // Церковные ведомости. 1913. № 41.
- Памяти профессора А. И. Пономарёва // Церковный вестник. 1913. № 51/52.
- Библиография (еп. Алексий (Дородницын), архиеп. Новгородский Арсений).
- Пастырь по духу Евангелия Христова // Церковные ведомости. 1914. № 10, 29, 48, 51/52.
- Памяти Димитрия Лаврентьевича Парфёнова. Пг., 1915. С. 3–10, 28–35.
- Речь; Поминовение новопреставленного митр. Флавиана. Собрание Общества религиозно-нравственного просвещения в память 900-летия кончины св. равноап. кн. Владимира // Известия по Петроградской епархии. 1915. № 38. С. 2–4; № 46.
- Слово в неделю вторую Великого поста; Спокойствие внутреннее — залог победы над врагом внешним // Воскресный благовест. 1915. № 15, 41.
- Торжество православия; Свет миру; Участие мирян в религиозно-просветительской деятельности Общества религиозно-нравственного просвещения // Там же. 1916. № 7, 18, 27–33.
- Спокойствие внутреннее — залог победы над врагом внешним // Духовная беседа. 1916. № 2.
- Воззвание // Новое время. 1917. 7 марта.
- От новой редакции; Памяти митрополита Филарета // Всероссийский церковно-общественный вестник. 1917. 19 октября, 19 ноября.
- Кустодия // Церковные ведомости. 1918.
- Новые священномученики // Архангельские епархиальные ведомости. 1918. № 9.